# Phyllagathis peltata
Phyllagathis peltata är en tvåhjärtbladig växtart som beskrevs av Otto Stapf och Henry Nicholas Ridley. Phyllagathis peltata ingår i släktet Phyllagathis och familjen Melastomataceae. Inga underarter finns listade i Catalogue of Life.